# Graphic Adventure Creator

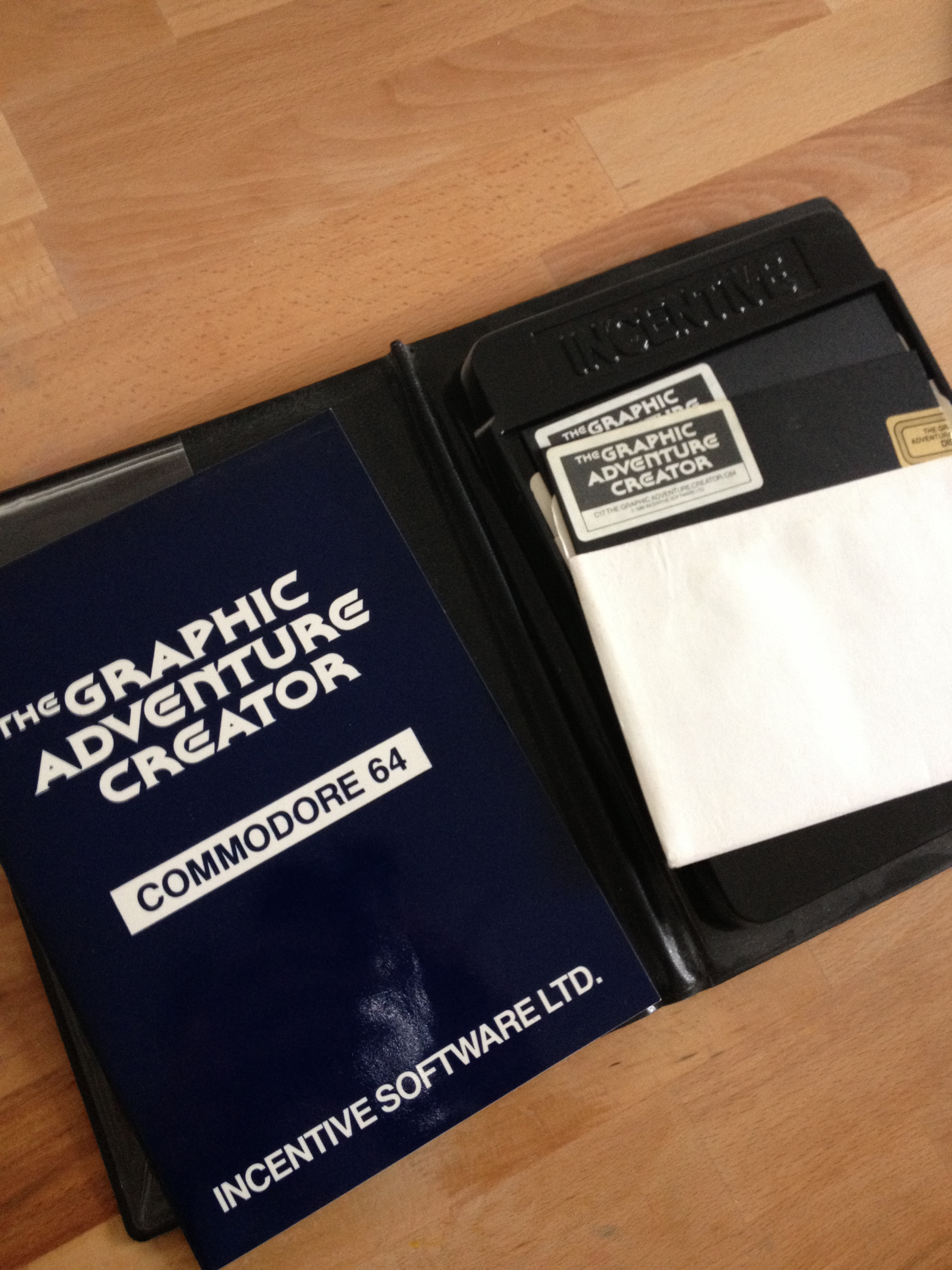
Verpackung des Graphic Adventure Creator für den C64

Graphic Adventure Creator (GAC) war ein Programm zur Entwicklung und Erstellung von Textadventures mit Grafiken aus dem Jahre 1985. Es wurde für den Schneider CPC entwickelt und für weitere Heimcomputer portiert.

## Funktionsumfang
Der Graphic Adventure Creator ermöglicht die Erstellung von Textadventures mithilfe von Menüs, über die sich die Spielwelt, Objekte und deren Beziehungen zueinander erstellen lassen.
Verglichen mit den Programmen The Quill und Adventure Master, welche zuvor erschienen waren, hatte der GAC einen verbesserten Parser, der komplexere Eingaben verarbeiten konnte. Auch der eingebaute Grafikeditor, der über die Cursortasten und Tastaturbefehle gesteuert wurde, trug zur Popularität des Systems bei. Erst der Professional Adventure Writer konnte noch umfangreiche Möglichkeiten in der Programmierung anbieten und löste dann den Graphic Adventure Creator in der Popularität ab. 
Für die Erstellung der Funktionsbibliothek eines Spiels stellte der GAC eine an BASIC erinnernde, de facto aber an Forth orientierte Programmiersprache bereit, deren Programme von einem Compiler in Assembler übersetzt wurde. Mit dem GAC erstellte Spiele waren ohne das Entwicklungsprogramm lauffähig („Standalone“). 
Der GAC steht komplett im RAM des jeweiligen Heimcomputers und stellt den verbleibenden Arbeitsspeicher für die Erstellung eines Spiels bereit. Beim Commodore 64 verbleiben dem Nutzer beispielsweise von ursprünglich 64 KB Speicher noch 23 KB. Texte, die den größten Anteil am Speicherbedarf eines Textadventures ausmachen, werden vom GAC komprimiert, so dass dem Anwender de facto mehr Speicher zur Verfügung steht, beim Commodore 64 beispielsweise ca. 35 KB.

## Entwicklungsgeschichte
Das Programm wurde vom britischen Programmierer Sean Ellis entwickelt und von Incentive Software veröffentlicht. Ellis schrieb das Programm ab 1984 auf einem Schneider CPC, zunächst unter dem Namen ADVAL. Er war zu diesem Zeitpunkt 18 Jahre alt und Student der University of Calgary. Im Rahmen einer Vorlesung, die vom Incentive-Software-Gründer Ian Andrew gehalten wurde, kam Ellis mit der Firma in Kontakt und schloss einen Vertrag über die Veröffentlichung seines Programms ab. Die Gesamtentwicklungszeit betrug etwas über ein Jahr. Die genutzte Programmiersprache war Assembler.
Der GAC wurde für die Heimcomputer BBC Micro, Commodore 64, Schneider CPC und ZX Spectrum vertrieben. Die Bilder im mitgelieferten Beispieladventure Ransom wurden von Pete James erstellt und das Design der Verpackung stammt von Pete Carter. Der GAC nutzte das unpopuläre Lenslok-System als Kopierschutz. Für die vier Heimcomputer, für die der GAC vertrieben wurde, erschienen zahlreiche kommerziell vertriebene Adventures, unter anderem von den Firmen Codemasters, Firebird und Incentive Software.
1988 entwickelte Ellis für den Heimcomputer Atari ST ein mit dem GAC vergleichbares Programm, den ST Adventure Creator.
Sean Ellis starb 2020 an einem Hirntumor.

## Rezeption
Die deutsche Fachzeitschrift Happy Computer zählte den Graphic Adventure Creator „zu den besten Utilities, die derzeit erhältlich sind“. Positiv herausgestellt wurde neben dem Funktionsumfang, dass der Anwender alle Verwertungsrechte am erstellten Programm hat. Negativ angemerkt wurde lediglich die spartanische Anleitung. Redakteur Boris Schneider wies darauf hin, dass mit dem englischsprachigen Graphic Adventure Creator prinzipiell auch deutschsprachige Adventures entwickelt werden könnten. Frank Brall hob für die ASM hervor, dass die deutschsprachige Anleitung den Einstieg erleichtere, was bei The Quill nicht der Fall gewesen sei. Ansonsten ähnele der Graphic Adventure Creator in Struktur und Arbeitsweise The Quill. Das beträfe auch den Grafikeditor, wobei dieser im Gegensatz zu The Quill im Graphic Adventure Creator bereits integriert sei. In punkto Bedienkomfort und Satzerkennung sei der Graphic Adventure Creator leicht im Vorteil, weshalb er „zu den professionellsten Adventure-Generatoren auf dem Markt“ gehöre.

## Liste von GAC-Spielen (Auszug)
Folgende Spiele, die mit dem GAC erstellt wurden, wurden kommerziell vertrieben:
| Name                                           | Publisher              | Jahr |
| ---------------------------------------------- | ---------------------- | ---- |
| A Dark Sky Over Paradise                       | Interactive Technology | 1989 |
| Adventure C: Ship of Doom                      | Incentive Software     | 1986 |
| Cricket Crazy                                  | Alternative Software   | 1988 |
| Druids Moon                                    | Alternative Software   | 1987 |
| Dungeons, Amethysts, Alchemists ’n’ Everythin’ | Atlantis Software      | 1987 |
| Football Frenzy                                | Alternative Software   | 1987 |
| For Gold Or Glory                              | Alternative Software   | 1988 |
| Frankenstein                                   | CRL                    | 1987 |
| Imagination                                    | Firebird               | 1987 |
| Life-Term                                      | Alternative Software   | 1987 |
| Necris Dome                                    | Codemasters            | 1986 |
| Play It Again, Sam                             | Mastertronic           | 1986 |
| S.M.A.S.H.E.D.                                 | Alternative Software   | 1987 |
| Spy-Trek Adventure                             | Americana/U.S. Gold    | 1986 |
| Star Wreck                                     | Alternative Software   | 1987 |
| The Boyd File                                  | Zenobi Software        | 1990 |
| The Kingdom of Speldome                        | Tynesoft               | 1985 |
| Winter Wonderland                              | Incentive Software     | 1986 |